# 帕斯將軍縣

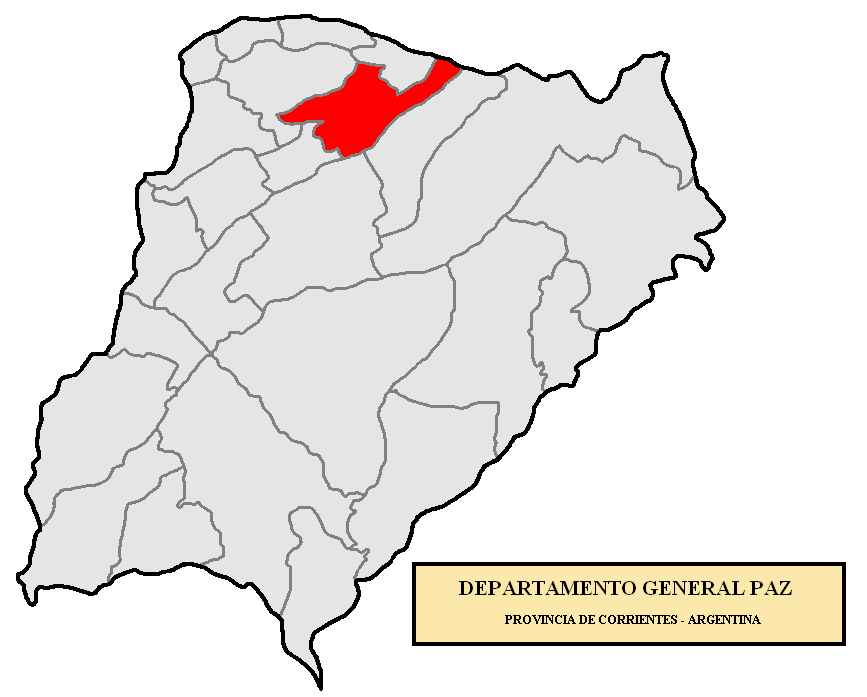

帕斯將軍縣（西班牙語：Departamento General Paz），是阿根廷的縣份，位於該國北部科連特斯省，首府設於卡阿卡蒂，面積4,995平方公里，2010年人口14,836，人口密度每平方公里2.97人。
27°45′S 57°37′W / 27.750°S 57.617°W